# Шипотеле
Шипотеле (рум. Șipotele) — село у повіті Констанца в Румунії. Входить до складу комуни Делень.
Село розташоване на відстані 154 км на схід від Бухареста, 56 км на захід від Констанци.

## Населення
За даними перепису населення 2002 року у селі проживали 564 особи. Рідною мовою 563 особи (99,8%) назвали румунську.
Національний склад населення села:
| Національність | Кількість осіб | Відсоток |
| -------------- | -------------- | -------- |
| румуни         | 551            | 97,7%    |
| турки          | 7              | 1,2%     |
| цигани         | 5              | 0,9%     |